# Tundra
Tundra is een compositie voor symfonieorkest van Poul Ruders.
Het Filharmonisch Orkest van Helsinki gaf opdracht voor het werk ter gelegenheid van de 125e geboortedag van Finlands grootste componist Jean Sibelius. Ruders schreef daarom een werk onder de Finse titel Tundra (vertaling toendra). Ruders was vooral verzot op Sibelius’ vierde symfonie. Ruders vond een nog stil plaatsje in Sibelius wereld, de toendra. De titel van het werk zal bij menigeen vraagtekens opwerpen. De muziek van Sibelius wordt vooral geassocieerd met Finlands uitgestrekte bossen en vele meren en niet zo zeer met de oneindige kale toendra’s.    
Ruders voorzag zijn compositie van statische instrumentatie en vorm. Er zit geen vooruitgang is het werk, noch melodie en ritme is ook afwezig. De dag op de toendra begint, houdt even aan en houdt op. Er is even een verdwaalde koekoeksklank te horen, vervolgens een roffel op de pauken en het werk sterft in een decrescendo. 
Ruders schreef het werk voor:
- 2 dwarsfluiten, 2 hobo’s, 2 klarinetten, 2 fagotten
- 4 hoorns, 2 trompetten, 3 trombones, 0 tuba
- pauken,
- violen (16 eerste, 14 tweede), 12 altviolen, 10 celli, 8 contrabassen

## Discografie
- Uitgave Chandos: Leif Segerstam (bekend Sibeliusliefhebber) met het Deens Radio Symfonieorkest
- Uitgave Bridge: Scott Yoo met het Odense Symfoniorkester
- Uitgave Ondine: Sergiu Comissiona met het Filharmonisch Orkest van Helsinki (de combinatie van de première)